# Офросимов, Юрий Викторович
Юрий Викторович Офросимов (1894 или 1895—1967) — русский поэт и театральный критик.
Родился в Москве, окончил Катковский лицей. Сотрудничал в московских еженедельниках, в 1918 году работал в харьковских журналах «Колосья» и «Хоровод».
Во время Гражданской войны вступил в отряд Бермондт-Авалова, но дезертировал после неудачного штурма Риги (писал, что приказ командующего был «бей в морду, как в бубен, за всё отвечаю»).
При помощи В. Б. Станкевича перебрался в Берлин в 1920 году, где стал работать в журнале под редакцией Станкевича «Жизнь». Журнал закрылся в том же году, и Офросимов перешёл в газету «Руль», где с 1921 по 1926 год был редактором. После закрытия «Руля» стал редактором в организованной его бывшими сотрудниками газете «Наш век» (1930—1933) и затем в преобразованной из ней газете «Русская неделя» (1933).
Печатался также как поэт, участвовал в русской эмигрантской литературной общине, в том числе в берлинском Кружке поэтов (1928—1933, в который также входили В. Набоков с супругой, Раиса Блох, В. Л. Корвин-Пиотровский) и в «Кабаре русских комиков» (вместе с В. Деспотули, В. Ирецким и Я. Окснером). Несколько книжек было выпущено берлинским издательством «Волга» Б. А. Скоморовского.
В 1933 году переехал в Белград. Во время Второй мировой войны он был в трудовом лагере. После войны женился на дочери швейцарского консула в Югославии и жил с ней в Лугано. Умер от сердечного приступа во время путешествия с женой по Италии.
Некоторые из сочинений Офросимова опубликованы под именем Георгий Росимов.

## Сочинения
- 1921. Стихи об утерянном Берлин: Изд-во И. П. Ладыжникова.
- 1926. Театр: фельетоны. Берлин: Волга.